# Caratê nos Jogos Pan-Americanos de 2015 - Até 84 kg masculino
A categoria até 84 kg masculino foi uma das disputas  do caratê nos Jogos Pan-Americanos de 2015 em Toronto. Foi realizada no Centro Esportivo Mississauga, em Mississauga  no dia 25 de julho.

## Calendário
Horário local (UTC-4).
| Data        | Horário | Fase          |
| ----------- | ------- | ------------- |
| 25 de julho | 14:05   | Primeira fase |
| 25 de julho | 20:19   | Semifinal     |
| 25 de julho | 21:08   | Final         |

## Medalhistas
| Ouro   | ARG Miguel Amargós                |
| Prata  | ESA Jorge Merino                  |
| Bronze | ECU Andres Loor VEN César Herrera |

## Resultados

### Grupo 1
| Atleta            | Nacionalidade | J | V | E | D | Pontos | Pontos | Pontos |
| Atleta            | Nacionalidade | J | V | E | D | PF     | PC     | Dif    |
| ----------------- | ------------- | - | - | - | - | ------ | ------ | ------ |
| Andres Loor       | ECU Equador   | 3 | 2 | 1 | 0 | 3      | 1      | +2     |
| Miguel Amargós    | ARG Argentina | 3 | 1 | 2 | 0 | 8      | 2      | +6     |
| Antonio Gutiérrez | MEX México    | 3 | 1 | 1 | 1 | 4      | 3      | +1     |
| Marcos Andrade    | BRA Brasil    | 3 | 0 | 0 | 3 | 3      | 12     | -9     |

|                    | Resultados |                       |
| ------------------ | ---------- | --------------------- |
| ARG Miguel Amargós | 7–1        | BRA Marcos Andrade    |
| ECU Andres Loor    | 1–0        | MEX Antonio Gutiérrez |
| ARG Miguel Amargós | 1–1        | ECU Andres Loor       |
| BRA Marcos Andrade | 2–4        | MEX Antonio Gutiérrez |
| ARG Miguel Amargós | 0–0        | MEX Antonio Gutiérrez |
| BRA Marcos Andrade | 0–1        | ECU Andres Loor       |

### Grupo 2
| Atleta        | Nacionalidade   | J | V | E | D | Pontos | Pontos | Pontos |
| Atleta        | Nacionalidade   | J | V | E | D | PF     | PC     | Dif    |
| ------------- | --------------- | - | - | - | - | ------ | ------ | ------ |
| César Herrera | VEN Venezuela   | 3 | 3 | 0 | 0 | 10     | 6      | +4     |
| Jorge Merino  | ESA El Salvador | 3 | 2 | 0 | 1 | 9      | 3      | +6     |
| Sarmen Sinani | CAN Canadá      | 3 | 1 | 0 | 2 | 14     | 12     | +2     |
| Jorge Acevedo | CHI Chile       | 3 | 0 | 0 | 3 | 2      | 14     | -12    |

|                   | Resultados |                   |
| ----------------- | ---------- | ----------------- |
| CAN Sarmen Sinani | 8–0        | CHI Jorge Acevedo |
| ESA Jorge Merino  | 0–1        | VEN César Herrera |
| CAN Sarmen Sinani | 1–6        | ESA Jorge Merino  |
| CHI Jorge Acevedo | 1–3        | VEN César Herrera |
| CAN Sarmen Sinani | 5–6        | VEN César Herrera |
| CHI Jorge Acevedo | 1–3        | ESA Jorge Merino  |

### Final
|  | Semifinal                      | Semifinal          |   |  | Final            | Final |  |
|  |                                |                    |   |  |                  |       |  |
|  |                                |                    |   |  |                  |       |  |
|  | Predefinição:FlagODDEPAathlete | 0                  |   |  |                  |       |  |
|  | ESA Jorge Merino               | 2                  |   |  |                  |       |  |
|  |                                |                    |   |  |                  |       |  |
|  |                                |                    |   |  |                  |       |  |
|  |                                |                    |   |  | ESA Jorge Merino | 1     |  |
|  |                                | ARG Miguel Amargós | 3 |  |                  |       |  |
|  |                                |                    |   |  |                  |       |  |
|  |                                |                    |   |  |                  |       |  |
|  |                                |                    |   |  |                  |       |  |
|  |                                |                    |   |  |                  |       |  |
|  | ARG Miguel Amargós             | 7                  |   |  |                  |       |  |
|  | VEN César Herrera              | 1                  |   |  |                  |       |  |